# 6e armée (Allemagne)
Pour les articles homonymes, voir VIe armée.
La 6e armée (en allemand : 6. Armee) était une armée (regroupement d'unités) de la Deutsches Heer (armée de terre allemande) pendant la Première Guerre mondiale, puis de la Heer (armée de terre de la Wehrmacht) lors de la Seconde Guerre mondiale.
Au cours du second conflit mondial, elle est surtout connue pour avoir capitulé lors de la bataille de Stalingrad, sous le commandement de Friedrich Paulus, le lendemain de la promotion de ce dernier au grade de Generalfeldmarschall.

## Seconde Guerre mondiale

### Opérations

#### Sur le front de l'Ouest

Trajet de la 6e armée durant la campagne de France en 1940.

D'abord portant le nom de 10e armée, cette unité est formée le 10 octobre 1939, sous le commandement du général Walter von Reichenau. Son objectif initial est de protéger la frontière occidentale de l'Allemagne contre un éventuel assaut des troupes françaises et britanniques durant l'invasion de la Pologne. Lors de l'invasion des Pays-Bas, la 6e armée prend activement part à l'assaut, en faisant la jonction avec les troupes parachutistes préalablement chargées de la destruction des forts d'Eben-Emael, de Liège et de Namur pendant la bataille de Belgique. La 6e armée est ensuite impliquée dans la percée des défenses parisiennes le 12 juin 1940, pour ensuite servir à couvrir le flanc nord des forces allemandes, progressant au cœur du territoire français durant le restant de la bataille de France.

#### Sur le Front de l'Est
La 6e armée constitue le fer de lance du Groupe d'armées Sud lors de l'invasion de l'URSS en 1941. Peu après sa promotion au rang de Generalfeldmarschall, von Reichenau meurt dans un accident d'avion lors de son transport à l'hôpital après une attaque cardiaque, en janvier 1942. Il est remplacé par son ancien chef d'état-major, le General der Panzertruppen Friedrich Paulus. Paulus mène la 6e armée à la victoire lors de la Seconde bataille de Kharkov au printemps 1942. Cette victoire scelle par ailleurs le sort de la 6e armée, puisque cet élément pèse dans le choix que fait ensuite l'OKH de l'utiliser pour attaquer Stalingrad.
La 6e armée ne parvient pas à remporter une victoire rapide et se retrouve bloquée à Stalingrad. L'hiver arrive et avec lui l'opération Uranus, attaque massive des forces soviétiques sur les flancs du corridor allemand entre le Don et la Volga, du 19 au 23 novembre 1942. La 6e armée se retrouve isolée dans la ville et encerclée fin novembre. Une grande opération de secours, l'Opération Wintergewitter, est entreprise sous le commandement du Generalfeldmarschall Erich von Manstein, qui est un échec. Paulus est promu Generalfeldmarschall par Hitler le 31 janvier 1943, manœuvre ostensible puisque jusqu'alors, aucun Generalfeldmarschall n'avait capitulé. En d'autres termes, Hitler attend de Paulus qu'il se suicide. Toutefois, Paulus se rend bientôt aux Soviétiques. Le reste des forces de la 6e armée, sous commandement du général Karl Strecker, se rend à son tour deux jours plus tard, le 2 février 1943 dans l'usine de tracteurs au nord de la ville. Bien qu'il ne s'agisse pas là de la fin de la 6e armée, cela constitue l'un des pires désastres militaires qu'ait connu l'Allemagne au cours de son histoire. Elle devient ainsi la première armée allemande à être intégralement détruite. Après la bataille, entre 91 000 et 107 800[réf. nécessaire] soldats allemands partent en captivité ; seuls quelque 6 000 en reviennent[réf. nécessaire].

#### Reconstitution - Combats à l'Est
Lors des derniers jours avant l'encerclement complet de Stalingrad, Hitler, dans un déni complet des événements, veut "ressusciter" la 6e armée allemande. Ayant autour de lui[Quoi ?] un homme de chaque division de la 6e armée ayant réchappé à l'encerclement, il "reconstitue" une nouvelle 6e armée (A.O.K. 6). Cette nouvelle formation devient opérationnelle le 5 mars 1943, sous le commandement du général Karl-Adolf Hollidt dont le "détachement Hollidt" constitue la base. Cette nouvelle 6e armée combat ensuite en Ukraine et en Roumanie comme élément du Groupe d'armées Sud puis du groupe d'armées Ukraine du Sud. L'armée est à nouveau quasi détruite lors de l'encerclement de l'offensive Jassy-Kishinev en août 1944, mais cette fois-ci le quartier général et l'état-major avaient pu éviter de se rendre. La 6e armée est de ce fait la seule armée allemande à avoir été encerclée et détruite à trois reprises (y compris la capitulation finale).

#### Groupe d'armées Fretter-Pico
En octobre 1944, sous le commandement du général d'artillerie Maximilian Fretter-Pico, la 6e armée encercle et détruit trois corps blindés du groupe mobile Pliyev, commandé par Issa Pliïev, lors de la bataille de Debrecen. Durant cette période, la 6e armée dispose sous son commandement des forces de la 2e armée hongroise ; on parle donc alors du "groupe d'armées Fretter-Pico" (Armeegruppe Fretter-Pico).
Le commandement de l'unité passe au General der Panzertruppen Hermann Balck en décembre 1944. En janvier 1945, une des unités dépendant de la 6e armée, le IX. SS-Gebirgskorps croate, est encerclé dans Budapest. Le IV. SS-Panzerkorps du SS-Gruppenführer Herbert Otto Gille est transféré sous le commandement de la 6e armée pour tenter une opération de sauvetage du corps d'infanterie de montagne croate. Cette Opération Konrad marque le début des 102 jours du siège de Budapest.

#### Groupe d'armées Balck
Après l'échec de Konrad III (troisième volet de l'opération Konrad), la 6e armée devient un élément du Groupe d'armées Balck (Armeegruppe Balck). Ce Groupe d'armées se retrouve près du Lac Balaton. Diverses unités de la 6e armée, dont le III. Panzerkorps, sont alors impliquées dans l'Opération Frühlingserwachen, tandis que le reste de la 6e armée défend le flanc gauche de l'attaque, dans la région de Székesfehérvár. Après l'échec de l'offensive, la 6e armée reste sur sa ligne de front jusqu'à la grande offensive soviétique sur Vienne, lancée le 15 mars 1945. Cette attaque crée un trou au sein de la 6e armée entre le IV. SS-Panzerkorps et la 3e armée hongroise (dont le commandement se trouve aux ordres de Balck), désagrégeant la formation.
Fin mars 1945, la 6e armée se retire vers Vienne. Les derniers éléments épars de la 6e armée se rendent aux Américains, le 9 mai 1945.

### Commandants
La 6e armée était commandée par l'Oberkommando der 6. Armee (AOK 6) (en français : "Commandement suprême de la 6e armée "). Ses commandants en chef ont été :
| Début            | fin               | Grade                    | Commandant              |
| ---------------- | ----------------- | ------------------------ | ----------------------- |
| 10 octobre 1939  | 1er décembre 1941 | Generalfeldmarschall     | Walter von Reichenau    |
| 1er janvier 1942 | 31 janvier 1943   | Generalfeldmarschall     | Friedrich Paulus        |
| 6 mars           | 22 novembre 1943  | Generaloberst            | Karl-Adolf Hollidt      |
| 22 novembre      | 19 décembre 1943  | General der Artillerie   | Maximilian de Angelis   |
| 19 décembre 1943 | 25 mars 1944      | Generaloberst            | Karl-Adolf Hollidt      |
| 25 mars          | 7 avril 1944      | General der Panzertruppe | Sigfrid Henrici         |
| 8 avril          | 17 juillet 1944   | General der Artillerie   | Maximilian de Angelis   |
| 18 juillet       | 22 décembre 1944  | General der Artillerie   | Maximilian Fretter-Pico |
| 23 décembre 1944 | 8 mai 1945        | General der Panzertruppe | Hermann Balck           |

### Chefs d'état-major
| Début            | fin              | Grade           | Commandant                                                  |
| ---------------- | ---------------- | --------------- | ----------------------------------------------------------- |
| 26 octobre 1939  | 3 septembre 1940 | Generalmajor    | Friedrich Paulus (avant sa nomination à la tête de l'armée) |
| 3 septembre 1940 | 15 mai 1942      | Generalmajor    | Ferdinand Heim                                              |
| 15 mai 1942      | 31 janvier 1943  | Generalleutnant | Arthur Schmidt (en)                                         |
| 6 mars           | 10 mars 1943     | Generalmajor    | Walther Wenck                                               |
| 10 mars 1943     | 15 avril 1944    | Generalmajor    | Max Hermann Bork                                            |
| 20 avril         | 9 août 1944      | Generalmajor    | Helmuth Voelter                                             |
| 15 août 1944     | 8 mai 1945       | Generalmajor    | Ludwig Heinrich Gaedcke (en)                                |

### Ordre de bataille
| 21 décembre 1940 - À la disposition de la 6. Armee - Division-Kommando z.b.V. 403 - II. Armeekorps - 6. Infanterie-Division - 256. Infanterie-Division - 216. Infanterie-Division - XXVIII. Armeekorps - 251. Infanterie-Division - 293. Infanterie-Division - XXV. Armeekorps - 61. Infanterie-Division - 211. Infanterie-Division - 290. Infanterie-Division | 3 septembre 1941 - À la disposition de la 6. Armee - 11. Panzer-Division - 56. Infanterie-Division - 62. Infanterie-Division - 168. Infanterie-Division - Höheres Kommando z.b.V. XXXIV - 132. Infanterie-Division - 294. Infanterie-Division - XXIX. Armeekorps - 95. Infanterie-Division - 75. Infanterie-Division - 299. Infanterie-Division - 99. leichte Infanterie-Division - 71. Infanterie-Division - XVII. Armeekorps - 298. Infanterie-Division - 44. Infanterie-Division - 296. Infanterie-Division - LII. Armeekorps - 111. Infanterie-Division - 79. Infanterie-Division - 262. Infanterie-Division - 113. Infanterie-Division - 98. Infanterie-Division | 2 janvier 1942 - À la disposition de la 6. Armee - 62. Infanterie-Division - LI. Armeekorps - 44. Infanterie-Division - 297. Infanterie-Division - 2/3 57. Infanterie-Division - XVII. Armeekorps - 294. Infanterie-Division - 79. Infanterie-Division - XXIX. Armeekorps - 75. Infanterie-Division - 2/3 168. Infanterie-Division - 1/3 57. Infanterie-Division - 2/3 299. Infanterie-Division | 22 avril 1942 - À la disposition de la 6. Armee - 454. Sicherungs-Division - VIII. Armeekorps - Gruppe Koch (454. Sicherungs-Division) - Gruppe Friedrich (Stab 62. Infanterie-Division) - Hungarian 108th Light Division - LI. Armeekorps - 44. Infanterie-Division - 297. Infanterie-Division - XVII. Armeekorps (avec Slovak Artillery Regiment 31) - 294. Infanterie-Division - 79. Infanterie-Division - XXIX. Armeekorps - 75. Infanterie-Division - Gruppe Kraiß (168. Infanterie-Division) - 57. Infanterie-Division |

| 24 juin 1942 - À la disposition de la 6. Armee - 100. leichte Infanterie-Division + Infanterie-Regiment 369 (kroatisch) - XVII. Armeekorps - 294. Infanterie-Division - 79. Infanterie-Division - 113. Infanterie-Division - VIII. Armeekorps - 305. Infanterie-Division - 389. Infanterie-Division - 376. Infanterie-Division - XXXX. Armeekorps (mot) - 336. Infanterie-Division - 3. Panzer-Division - 23. Panzer-Division - 29. Infanterie-Division (mot) - XXIX. Armeekorps - 75. Infanterie-Division - 168. Infanterie-Division - 57. Infanterie-Division | 15 novembre 1942 - LI. Armeekorps - 71. Infanterie-Division - 79. Infanterie-Division - 295. Infanterie-Division - 100. Jäger-Division + Infanterie-Regiment 369 (kroatisch) - 24. Panzer-Division - 305. Infanterie-Division - 14. Panzer-Division - 389. Infanterie-Division - XIV. Panzerkorps - Luftwaffen-Gruppe Stahel - 94. Infanterie-Division - 16. Panzer-Division - 3. Infanterie-Division (mot) - 60. Infanterie-Division (mot) - VIII. Armeekorps - 113. Infanterie-Division - 76. Infanterie-Division - XI. Armeekorps - 384. Infanterie-Division - 44. Infanterie-Division - 376. Infanterie-Division | 19 novembre 1942 - Stalingrad - - Armee-Oberkommando 6 - 51e et 53e régiments de mortiers - 2e et 30e régiments de lance-fusées - 4e, 46e, 64e et 70e régiments d'artillerie - 54e, 616e, 627e et 849e bataillons d'artillerie - 49e, 101e et 733e bataillons d'artillerie lourde - 6e et 41e bataillons de pionniers - IV. Armeekorps (General der Pioniere Erwin Jaenecke) - 29. Infanterie-Division (motorisiert) (Generalmajor Hans-Georg Leyser) - 297. Infanterie-Division (Generalleutnant der Artillerie Max Pfeffer (en)) - 371. Infanterie-Division (Generalleutnant Richard Stempel (pl)) - VIII. Armeekorps (General der Artillerie Walter Heitz) - 76. Infanterie-Division (Generalleutnant Carl Rodenburg) - 113. Infanterie-Division (Generalleutnant Hans-Heinrich Sixt von Armin) - XI. Armeekorps (Generalleutnant der Infanterie Karl Strecker) - 44. Infanterie-Division (Generalleutnant Heinrich Deboi) - 376. Infanterie-Division (Generalleutnant Alexander Freiherr Edler von Daniels) - 384. Infanterie-Division (Generalleutnant Eccard Freiherr von Gablenz) - XIV. Panzerkorps (General der Panzertruppen Hans-Valentin Hube) - 3. Infanterie-Division (motorisiert) (Generalleutnant Helmuth Schlömer) - 60. Infanterie-Division (motorisiert) (Generalmajor Otto Kohlermann (en)) - 16. Panzerdivision (Generalleutnant Günther Angern) - LI. Armeekorps (General der Artillerie Walther von Seydlitz-Kurzbach) - 71. Infanterie-Division (Generalleutnant Alexander von Hartmann (en)) - 79. Infanterie-Division (Generalleutnant Richard Graf von Schwerin (de)) - 94. Infanterie-Division (Generalleutnant Georg Pfeiffer) - 100. Jäger-Division (Generalleutnant Werner Sanne) - 295. Infanterie-Division (Generalmajor Dr Otto Korfes (de)) - 305. Infanterie-Division (Generalmajor Bernhard Steinmetz) - 389. Infanterie-Division (Generalmajor Erich Magnus) - 14. Panzerdivision (Generalleutnant Johannes Baeßler - du 16 au 26 novembre 1942 - puis Generalmajor Martin Lattmann) - 24. Panzerdivision (Generalleutnant Arno von Lenski (en)) | 22 décembre 1942, 1er janvier 1943 - À la disposition de la 6. Armee - 14. Panzer-Division - IV. Armeekorps - Romanian 20. Infanterie-Division - 297. Infanterie-Division - 371. Infanterie-Division - LI. Armeekorps - 71. Infanterie-Division - 295. Infanterie-Division - 100. Jäger-Division + Infanterie-Regiment 369 (kroatisch) - 79. Infanterie-Division - 305. Infanterie-Division - 389. Infanterie-Division - XI. Armeekorps (subordonné au LI. Armeekorps) - 24. Panzer-Division + 94. Infanterie-Division - 16. Panzer-Division + 94. Infanterie-Division - 60. Infanterie-Division (mot) - VIII. Armeekorpss - 113. Infanterie-Division - 76. Infanterie-Division - 376. Infanterie-Division + ½ 384. Infanterie-Division - 44. Infanterie-Division + ½ 384. Infanterie-Division - XIV. Panzerkorps - 29. Infanterie-Division (mot) - 3. Infanterie-Division (mot) |  |

| 9 avril 1943 - À la disposition de la 6. Armee - 79. Infanterie-Division - 23. Panzer-Division - 17. Infanterie-Division - XXIV. Panzerkorps - Stab 444. Sicherungs-Division - 454. Sicherungs-Division - 111. Infanterie-Division - XXIX. Armeekorps - 16. Luftwaffen-Feld-Division - 16. Infanterie-Division (mot) - 336. Infanterie-Division - XVII. Armeekorps - 294. Infanterie-Division - 306. Infanterie-Division - 302. Infanterie-Division - Korps Mieth (IV. Armeekorps ) - 304. Infanterie-Division - 3. Gebirgs-Division - 335. Infanterie-Division | 7 juillet 1943 - À la disposition de la 6. Armee - 16. Panzer-Grenadier-Division - XXIX. Armeekorps - Gruppe Recknagel (Stab 111. Infanterie-Division): 16. Panzer-Grenadier-Division), Kampf-Kommandant Taganrog, 111. Infanterie-Division - 15. Feld-Division (L) - 17. Infanterie-Division - 336. Infanterie-Division - XVII. Armeekorps - 294. Infanterie-Division - 306. Infanterie-Division - 302. Infanterie-Division - Korps Mieth (IV. Armeekorps ) - 304. Infanterie-Division - 3. Gebirgs-Division - 335. Infanterie-Division | 20 novembre 1943 - XXXXIV. Armeekorps - 370. Infanterie-Division - 4. Gebirgs-Division - 17. Infanterie-Division - 101. Jäger-Division - 73. Infanterie-Division - Befehlshaber West-Taurien - Slovak 1st Infantry Division - 4./Romanian 24th Infantry Division - Stab 5. Feld-Division (L) + 153. Feldausbildungs-Division - Stab 15. Feld-Division (L) | 26 décembre 1943 - XXXXIV. Armeekorps - 4. Gebirgs-Division - 101. Jäger-Division - 73. Infanterie-Division - 153. Feldausbildungs-Division |

| 15 avril 1944 - À la disposition de la 6. Armee - Kampfgruppe 302. Infanterie-Division + Divisionsgruppe 125 - Kampfgruppe 9. Infanterie-Division - Slovak 1st Infantry Division - Romanian III. Armeekorps - Romanian Danube Staff - Romanian 21. Infanterie-Division - LXXII. Armeekorps z.b.V. - Kampfgruppe 304. Infanterie-Division - Kampfgruppe 5. Feld-Division (L) - Romanian 24. Infanterie-Division - XXXXIV. Armeekorps - Alarm-Einheiten - Romanian 15th Infantry Division - Kampfgruppe 306. Infanterie-Division - XXIX. Armeekorps - 153. Feldausbildungs-Division - 76. Infanterie-Division - Kampfgruppe 335. Infanterie-Division + Kampfgruppe 258. Infanterie-Division - XXX. Armeekorps - Kampfgruppe 97. Jäger-Division - Kampfgruppe 15. Infanterie-Division - 257. Infanterie-Division - 384. Infanterie-Division + Kampfgruppe 3. Gebirgs-Division + 14. Panzer-Division - LII. Armeekorps - Korps-Abteilung A (Divisionsgruppen 161, 293, 355) - 320. Infanterie-Division - Kampfgruppe 294. Infanterie-Division - 4. Gebirgs-Division - 13. Panzer-Division - XVII. Armeekorps - Kampfgruppe 17. Infanterie-Division + Kampfgruppe 2. Fallschirmjäger-Division + 4. Gebirgs-Division - Korps-Abteilung F (Divisionsgruppen 38, 62, 123) | 15 mai 1944 - À la disposition de la 6. Armee - Kampfgruppe 76. Infanterie-Division - Kampfgruppe 335. Infanterie-Division - Kampfgruppe 2. Fallschirmjäger-Division - Slovak 1. Infanterie-Division - XXIX. Armeekorps - 304. Infanterie-Division - Kampfgruppe 76. Infanterie-Division - 258. Infanterie-Division - 9. Infanterie-Division - XXX. Armeekorps - 3. Gebirgs-Division - Gruppe Generalleutnant Köhler (subordonné au XXX. Armeekorps) - 306. Infanterie-Division - Kampfgruppe 15. Infanterie-Division - Gruppe Generalleutnant Bechtolsheim (subordonné au XXX. Armeekorps) - 257. Infanterie-Division + 258. Infanterie-Division - 302. Infanterie-Division + 3. Gebirgs-Division - Kampfgruppe 384. Infanterie-Division - Gruppe General von Knobelsdorff (XXXX. Panzerkorps) - Korps-Abteilung A (Divisionsgruppen 161, 293, 355) - Kampfgruppe 320. Infanterie-Division - Kampfgruppe 17. Infanterie-Division - 3. Panzer-Division - 97. Jäger-Division - 294. Infanterie-Division + 4. Gebirgs-Division - 4. Gebirgs-Division - 13. Panzer-Division - Alarm-Einheiten - 14. Panzer-Division - XXXXIV. Armeekorps (subordonné au Gruppe General von Knobelsdorff) - Gruppe Oberst Schmidt (Arko 128) - Korps-Abteilung F (Divisionsgruppen 38, 62, 123) + Alarm-Einheiten - 282. Infanterie-Division - 10. Panzer-Grenadier-Division + 11. Panzer-Division | 15 juin 1944 - À la disposition de la 6. Armee - 3. Panzer-Division - 13. Panzer-Division - XXX. Armeekorps - 306. Infanterie-Division - 15. Infanterie-Division - 257. Infanterie-Division - 302. Infanterie-Division - 384. Infanterie-Division - LII. Armeekorps - Korps-Abteilung A (Divisionsgruppen 161, 293, 355) - 17. Infanterie-Division - 320. Infanterie-Division - 97. Jäger-Division - 294. Infanterie-Division - 4. Gebirgs-Division - XXXXIV. Armeekorps - 335. Infanterie-Division - 282. Infanterie-Division - 10. Panzer-Grenadier-Division - Korps-Abteilung F (Divisionsgruppen 38, 62, 123) - 258. Infanterie-Division - VII. Armeekorps - Romanian 14. Infanterie-Division - 106. Infanterie-Division - 370. Infanterie-Division | 15 juillet 1944 - À la disposition de la 6. Armee - 3. Panzer-Division - 13. Panzer-Division - 10. Panzer-Grenadier-Division - 97. Jäger-Division - LII. Armeekorps - Korps-Abteilung A (Divisionsgruppen 161, 293, 355) - 320. Infanterie-Division - 294. Infanterie-Division - 4. Gebirgs-Division - XXXXIV. Armeekorps - 335. Infanterie-Division - 282. Infanterie-Division - 294. Infanterie-Division - Korps-Abteilung F (Divisionsgruppen 38, 62, 123) - VII. Armeekorps - Romanian 14. Infanterie-Division - 106. Infanterie-Division - 370. Infanterie-Division - XXX. Armeekorps - 306. Infanterie-Division - 15. Infanterie-Division - 257. Infanterie-Division - 302. Infanterie-Division - 384. Infanterie-Division |

| 15 août 1944 - À la disposition de la 6. Armee - 13. Panzer-Division - XXX. Armeekorps - 306. Infanterie-Division - 15. Infanterie-Division - 257. Infanterie-Division - 302. Infanterie-Division - LII. Armeekorps - 384. Infanterie-Division - 320. Infanterie-Division - 294. Infanterie-Division - 161. Infanterie-Division - XXXXIV. Armeekorps - 335. Infanterie-Division - 282. Infanterie-Division - 258. Infanterie-Division - 62. Infanterie-Division - VII. Armeekorps - Romanian 14. Infanterie-Division - 106. Infanterie-Division - 370. Infanterie-Division | 31 août 1944 - À la disposition de la 6. Armee - LXXII. Armeekorps z.b.V. - XXIX. Armeekorps - 13. Panzer-Division - 10. Panzer-Grenadier-Division - 153. Feldausbildungs-Division - 306. Infanterie-Division | 28 septembre 1944 - Gruppe Breith (III. Panzerkorps) - III. Panzerkorps (subordonné au Gruppe Breith) - 23. Panzer-Division - Hungarian 27. Light Division - Hungarian VII Corps (subordonné au Gruppe Breith) - Hungarian 4. Field Replacement Division - Hungarian 12. Infanterie-Division | 13 octobre 1944 - À la disposition de la 6. Armee - 24. Panzer-Division - IV. Panzerkorps - III. Panzerkorps - 13. Panzer-Division - 1. Panzer-Division - 23. Panzer-Division - Kampfgruppe 22. SS-Freiwilligen-Kavallerie-Division “Maria Theresia” - Kampfgruppe Panzer-Division “Feldherrnhalle” - 46. Infanterie-Division - LXXII. Armeekorps - Hungarian VII. Corps - Hungarian 4th Field Replacement Division - Hungarian 12. Infanterie-Division - 76. Infanterie-Division |

| 31 décembre 1944 - Gruppe Breith (III. Panzerkorps) - Kavallerie-Korps (subordonné au Gruppe Breith) - 1. Panzer-Division - 23. Panzer-Division - 4. Kavallerie-Brigade - Gruppe Pape (subordonné au Gruppe Breith) - 3. Panzer-Division - Hungarian 1. Kavallery Division - 8. Panzer-Division + 6. Panzer-Division - 271. Volks-Grenadier-Division - Gruppe Kirchner (LVII. Panzerkorps) - LXXII. Armeekorps (subordonné au Gruppe Kirchner) - 6. Panzer-Division + Hungarian Szent-László Division - Hungarian 2. Panzer-Division - 3. Panzer-Division - LVII. Panzerkorps (subordonné au Gruppe Kirchner) - 8. Panzer-Division - Kampfgruppe Rintelen - Kampfgruppe 357. Infanterie-Division - IX. Waffen-Gebirgs-Armeekorps der SS - Gruppe Schmidthuber - Panzer-Division “Feldherrnhalle” - 13. Panzer-Division + Hungarian 10th Infantry Division - 22. SS-Freiwilligen-Kavallerie-Division “Maria Theresia” + Hungarian 1. Panzer Division - 8. SS-Kavallerie-Division “Florian Geyer” - Hungarian 12. Infanterie-Division + Gruppe Kesseoe + Hungarian 23. Reserve Division | 21 janvier 1945 - IV. SS-Panzerkorps - Stab Panzer-Division “Feldherrnhalle” - Hungarian 25. Infanterie-Division - 3. Panzer-Division - 5. SS-Panzer-Division “Wiking” - 3. SS-Panzer-Division “Totenkopf” - 1. Panzer-Division - Gruppe Breith (III. Panzerkorps) - III. Panzerkorps (subordonné au Gruppe Breith) - 23. Panzer-Division - 4. Kavallerie-Brigade - Kampfgruppe Hungarian 2. Panzer Division - Hungarian VIII Corps (subordonné au Gruppe Breith) - Kampfgruppe Hungarian 1. Kavallerie-Division - I. Kavallerie-Korps - 6. Panzer-Division - 3. Kavallerie-Brigade - 96. Infanterie-Division - 711. Infanterie-Division - LVII. Panzerkorps - Kampfgruppe 8. Panzer-Division + Hungarian Szent-László Division - 153. Feldausbildungs-Division - 20. Panzer-Division - 211. Volks-Grenadier-Division - Kamfgruppe Staubwasser - Reichsgrenadier-Division Hoch- und Deutschmeister - IX. Waffen-Gebirgs-Armeekorps der SS - Panzer-Division “Feldherrnhalle” - 13. Panzer-Division - 8. SS-Kavallerie-Division “Florian Geyer” - 22. SS-Freiwilligen-Kavallerie-Division “Maria Theresia” - Hungarian 10. Infanterie-Division - Hungarian 1. Panzer Division - Hungarian 12. Infanterie-Division - Hungarian 23. Reserve Division | 1er mars 1945 - Gruppe Harteneck (I. Kavallerie-Korps) - I. Kavallerie-Korps (subordonné au Gruppe Harteneck) - 6. Panzer-Division - 3. Kavallerie-Division - 96. Infanterie-Division - 711. Infanterie-Division + Hungarian 23. Infanterie-Division - Hungarian VIII Corps (subordonné au Gruppe Harteneck) - Kampfgruppe Hungarian 1. Kavallerie Division - 3. Kavallerie-Division - IV. SS-Panzerkorps - 356. Infanterie-Division - 5. SS-Panzer-Division “Wiking” - 3. SS-Panzer-Division “Totenkopf” + Kampfgruppe Hungarian 2. Panzer Division | 12 avril 1945 - À la disposition de la 6. Armee - 117. Jäger-Division - Stellvertretendes XVIII. Armeekorps (Wehrkreis XVIII) - Kampfgruppe Wolf - IV. SS-Panzerkorps - Kampfgruppe 5. SS-Panzer-Division “Wiking” - Kampfgruppe 3. Panzer-Division - Kampfgruppe 1. Panzer-Division - III. Panzerkorps - 1. Volks-Gebirgs-Division - Sperr-Verband Motschmann - Kampfgruppe Oberst Raithel |

30 avril 1945
- IV. SS-Panzerkorps
  - Kampfgruppe 3. Panzer-Division
  - Kampfgruppe 5. SS-Panzer-Division “Wiking”
  - 14. Waffen-Grenadier-Division der SS (ukranische Nr. 1)
- III. Panzerkorps
  - 1. Volks-Gebirgs-Division
  - 1. Panzer-Division